# 韦纳穆市镇
韦纳穆市镇（瑞典語：Värnamo kommun）是瑞典南部延雪平省的一个市镇，其治所位于韦纳穆。市镇面积为1,382.41平方公里，人口数量为34,613人。